# Éparchie de Pakrac et de Slavonie
L'éparchie de Pakrac et de Slavonie (en serbe cyrillique : Епархија пакрачко-славонска ; en serbe latin : Eparhija pakračko-slavonska) est une circonscription de l'Église orthodoxe serbe. Elle a son siège à Pakrac en Croatie et, en 2016, elle a à sa tête l'évêque Jovan.

## Localisation et extension territoriale

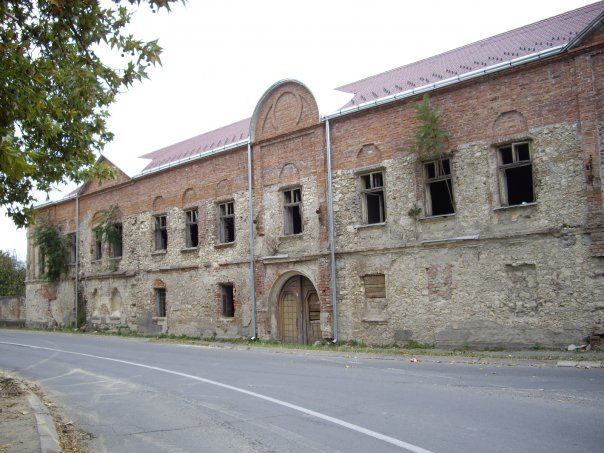
Le palais épiscopal de Pakrac

## Histoire

### Évêques de Pakrac et/ou de Slavonie
- Petronije Ljubibratić (1699-1703),
- Sofronije Podgoričanin (1705-1710)
- Vasilije Rajić (1710)
- Gavrilo Popović (1715-1716)
- Atanasije Radošević (1717-1720)
- Nikifor Stefanović (1721-1743)
- Sofronije Jovanović (1743-1757)
- Vićentije Jovanović Vidak (1757-1759), administrateur
- Arsenije Radivojević (1759-1769)
- Atanasije Živković (1770-1781)
- Josif Jovanović Šakabenta (1781-1783)
- Pavle Avakumović (178?-1786)
- Kiril Živković (1786-1807)
- Josif Putnik (1808-1828)
- Georgije Hranislav (1829-1839)
- Stefan Popović (1839-1843)
- Stefan Kragujević (1843-1864)
- Nikanor Grujić (1864-1887)
- Miron Nikolić (1890-1941)
- Damaskin Grdanički (1945-1951), administrateur
- Emilijan Marinović (1952-1981)
- Lukijan Pantelić (1985-1999)
- Sava Jurić (1999-2013)
- Irénée (2013-2014), Patriarche serbe, administrateur
- Jovan Ćulibrk (depuis 2014)

## Paroisses
L'éparchie compte 3 archidiaconés (en serbe : arhijerejska namjesništa), chacun divisé en plusieurs paroisses.

## Monastères
L'éparchie de Pakrac et de Slavonie abrite 4 monastères :
| Français               | Serbe cyrillique   | Datation    | Emplacement    | Photo |
| ---------------------- | ------------------ | ----------- | -------------- | ----- |
| Monastère d'Orahovica  | Манастир Ораховица | XVIe siècle | Duzluk         |       |
| Monastère de Jasenovac | Манастир Јасеновац | 1999        | Jasenovac      |       |
| Monastère de Pakra     | Манастир Пакра     | XVIe siècle | Sirač          |       |
| Monastère Sainte-Anne  | Манастир Свете Ане | XVe siècle  | Donja Vrijeska |       |